# Giro de Toscana 2018
La 90.ª edición de la clásica ciclista Giro de Toscana (nombre oficial: Giro della Toscana-Memorial Alfredo Martini) se celebró en Italia el 19 de septiembre de 2018 sobre un recorrido de 198,9 kilómetros con inicio y final en la ciudad de Pontedera.
La carrera formó parte del UCI Europe Tour 2018, dentro de la categoría 1.1, y fue ganada por el italiano Gianni Moscon del Sky. El francés Romain Bardet del Ag2r La Mondiale y el también italiano Domenico Pozzovivo del Bahrain Merida, segundo y tercer clasificado respectivamente, completaron el podio.

## Equipos participantes
Tomaron parte en la carrera 20 equipos: 7 de categoría UCI WorldTeam; 10 de categoría Profesional Continental; 2 de categoría Continental y la selección nacional de Italia. Formando así un pelotón de 139 ciclistas de los que acabaron 93. Los equipos participantes fueron:
| WorldTeams (7)- Movistar Team - UAE Team Emirates - Sky - Bahrain-Merida - Dimension Data - AG2R La Mondiale - Groupama-FDJ Equipos continentales profesionales (10)- Gazprom-RusVelo - Nippo-Vini Fantini-Europa Ovini - Androni Giocattoli-Sidermec - Wilier Triestina-Selle Italia - Wanty-Groupe Gobert - Bardiani CSF - Delko-Marseille Provence-KTM - Fortuneo-Samsic - Caja Rural-Seguros RGA - Cofidis, Solutions Crédits Equipos continentales (2)- Sangemini-MG.Kvis - D'Amico-Utensilnord Equipo nacional- Italia |
| |

## Clasificación final
- Las clasificaciones finalizaron de la siguiente forma:[2]

| \| Clasificación general \| Clasificación general \| Clasificación general \| Clasificación general \| Clasificación general \| \| Ciclista \| Ciclista \| Equipo \| Tiempo \| \| \| --------------------- \| --------------------- \| ------------------------------- \| --------------------- \| --------------------- \| \| 1.º \| Gianni Moscon \| Team Sky \| 5 h 13 min 03 s \| \| \| 2.º \| Romain Bardet \| AG2R La Mondiale \| + 0 s \| \| \| 3.º \| Domenico Pozzovivo \| Bahrain-Merida \| + 5 s \| \| \| 4.º \| Giovanni Visconti \| Bahrain-Merida \| + 1 min 22 s \| \| \| 5.º \| Marco Tizza \| Nippo-Vini Fantini-Europa Ovini \| + 1 min 22 s \| \| \| 6.º \| Mattia Cattaneo \| Androni Giocattoli-Sidermec \| + 1 min 22 s \| \| \| 7.º \| Matej Mohorič \| Bahrain-Merida \| + 1 min 22 s \| \| \| 8.º \| Mauro Finetto \| Delko-Marseille Provence-KTM \| + 1 min 22 s \| \| \| 9.º \| Mathias Frank \| AG2R La Mondiale \| + 1 min 22 s \| \| \| 10.º \| Diego Ulissi \| UAE Team Emirates \| + 1 min 22 s \| \| |                    |                                 |                 |
| |                    |                                 |                 |
| Fuente: ProCyclingStats |                    |                                 |                 |
| Clasificación general |                    |                                 |                 |
| Ciclista | Ciclista           | Equipo                          | Tiempo          |
| 1.º | Gianni Moscon      | Team Sky                        | 5 h 13 min 03 s |
| 2.º | Romain Bardet      | AG2R La Mondiale                | + 0 s           |
| 3.º | Domenico Pozzovivo | Bahrain-Merida                  | + 5 s           |
| 4.º | Giovanni Visconti  | Bahrain-Merida                  | + 1 min 22 s    |
| 5.º | Marco Tizza        | Nippo-Vini Fantini-Europa Ovini | + 1 min 22 s    |
| 6.º | Mattia Cattaneo    | Androni Giocattoli-Sidermec     | + 1 min 22 s    |
| 7.º | Matej Mohorič      | Bahrain-Merida                  | + 1 min 22 s    |
| 8.º | Mauro Finetto      | Delko-Marseille Provence-KTM    | + 1 min 22 s    |
| 9.º | Mathias Frank      | AG2R La Mondiale                | + 1 min 22 s    |
| 10.º | Diego Ulissi       | UAE Team Emirates               | + 1 min 22 s    |

## UCI World Ranking
El Giro de Toscana otorga puntos para el UCI WorldTour 2018 y el UCI World Ranking, este último para corredores de los equipos en las categorías UCI WorldTeam, Profesional Continental y Equipos Continentales. Las siguientes tablas son el baremo de puntuación y los corredores que obtuvieron puntos:
| Posición              | 1.ª | 2.ª | 3.ª | 4.ª | 5.ª | 6.ª | 7.ª | 8.ª | 9.ª | 10.ª |
| Clasificación general | 125 | 85  | 70  | 60  | 50  | 40  | 35  | 30  | 25  | 20   |

| 1.º  | Gianni Moscon      | Sky                             | 125 |
| 2.º  | Romain Bardet      | Ag2r La Mondiale                | 85  |
| 3.º  | Domenico Pozzovivo | Bahrain Merida                  | 70  |
| 4.º  | Giovanni Visconti  | Bahrain Merida                  | 60  |
| 5.º  | Marco Tizza        | Nippo-Vini Fantini-Europa Ovini | 50  |
| 6.º  | Mattia Cattaneo    | Androni Giocattoli-Sidermec     | 40  |
| 7.º  | Matej Mohorič      | Bahrain Merida                  | 35  |
| 8.º  | Mauro Finetto      | Delko Marseille Provence KTM    | 30  |
| 9.º  | Mathias Frank      | Ag2r La Mondiale                | 25  |
| 10.º | Diego Ulissi       | UAE Emirates                    | 20  |